# Грязная Потудань
Грязная Потудань (Каменка) — река в России, правая составляющая Потудани (бассейн Дона). Протекает в Чернянском, Старооскольском, Красненском районах Белгородской области и Репьёвском районе Воронежской области. Длина реки — 30 км. Площадь водосборного бассейна — 313 км².

## Описание
Река берёт начало у села Новоречье. Течёт в северо-восточном направлении. У села Одинцовка впадает в реку Потудань на высоте 104,8 м над уровнем моря. В русле реки у села Новоалександровка обустроено водохранилище, а у села Ларисовка пруд.
Основной приток — балка Нагольный Лог, впадает слева в 8,8 км от устья, в 0,5 км к З от хутора Рогачевка села Каменка.